# Piccolo Coro dell’Antoniano (1991)
Piccolo Coro dell’Antoniano diretto da Mariele Ventre – album chóru dziecięcego, Piccolo Coro dell’Antoniano, wydany w roku 1991. Zawiera wybrane utwory wykonywane przez zespół podczas koncertów w Polsce w roku 1991. 
Album powstał specjalnie na rynek polski, a większość zawartych na nim piosenek pochodzi z płyt wydanych wcześniej we Włoszech. Wydawcą był Nora Music. Ukazał się on na kasetach magnetofonowych.

## Lista utworów
Strona 1
1. Supercalifragilisticespiraldiloso 2:10
2. Io e Te 4:18
3. Dududipdida 4:12
4. Ave Verum 2:30
5. When the Saints go marching in 2:30
6. Mettiamoci a ballere 2:57

Strona 2
1. Le rondinelle 3:09
2. Medley di Natale 4:15
3. The Neverending Story 3:20
4. Festa al Polo Nord 3:34
5. Un papero nero 3:23